# Автономна Радянська Соціалістична Республіка
Автономна Радянська Соціалістична Республіка (АРСР) — національно-адміністративне утворення у складі СРСР, радянська соціалістична національна держава, що входила до союзної республіки на основі політичної автономії. Автономна Радянська Соціалістична Республіка мала власну конституцію, що відбивала її національні особливості і була складена відповідно до Конституції СРСР та конституції союзної республіки, до якої вона входила. Формально територія автономних республік не могла бути змінена без її згоди, проте це було лише формальністю, й такі ухвали на місцях приймались минулим числом після рішень «на горі». Автономні республіки мали вищі і місцеві органи державної влади і управління, власне законодавство. Кожна АРСР, незалежно від кількості населення, обирала до Ради Національностей Верховної Ради СРСР 11 депутатів. До відань АРСР належало прийняття конституції і контроль за її додержанням; визначення районного поділу; здійснення поточного законодавства з усіх питань, що входили до її компетенції, та контроль за виконанням законів СРСР і відповідної союзної республіки; охорона державного порядку і прав громадян; організація судових органів республіки. Влада АРСР затверджувала народногосподарські плани і бюджети; керувала промисловими, сільськогосподарськими, торговими підприємствами і організаціями республіканського підпорядкування; здійснювала керівництво соціально-культурним життям на місцях.

## АРСР в СРСР
У різний час кількість автономних республік змінювалась. Станом на 1987 рік у складі союзних республік СРСР налічувалось 20 автономних республік.

### Азербайджанська РСР
- Нахічеванська АРСР — Нахічевань

### Грузинська РСР
- Абхазька АРСР — Сухумі
- Аджарська АРСР — Батумі

### РРФСР
- Башкирська АРСР — Уфа
- Бурятська АРСР — Улан-Уде
- Дагестанська АРСР — Махачкала
- Кабардино-Балкарська АРСР — Нальчик
- Калмицька АРСР — Еліста
- Карельська АРСР — Петрозаводськ
- Комі АРСР — Сиктивкар
- Марійська АРСР — Йошкар-Ола
- Мордовська АРСР — Саранськ
- Північно-Осетинська АРСР — Орджонікідзе
- Татарська АРСР — Казань
- Тувинська АРСР — Кизил
- Удмуртська АРСР — Іжевськ
- Чечено-Інгуська АРСР — Грозний
- Чуваська АРСР — Чебоксари
- Якутська АРСР — Якутськ

### Узбецька РСР
- Каракалпацька АРСР — Нукус

### Українська РСР
З 1924 по 1940 рік у складі УРСР існувала Молдавська АРСР з адміністративним центром в Балті. Частково її склад, сучасне Придністров'я, було передано до новоствореної Молдавської РСР.
12 лютого 1991 року була відновлена Кримська Автономна Радянська Соціалістична Республіка вже у складі УРСР.